# Waterpocket Fold

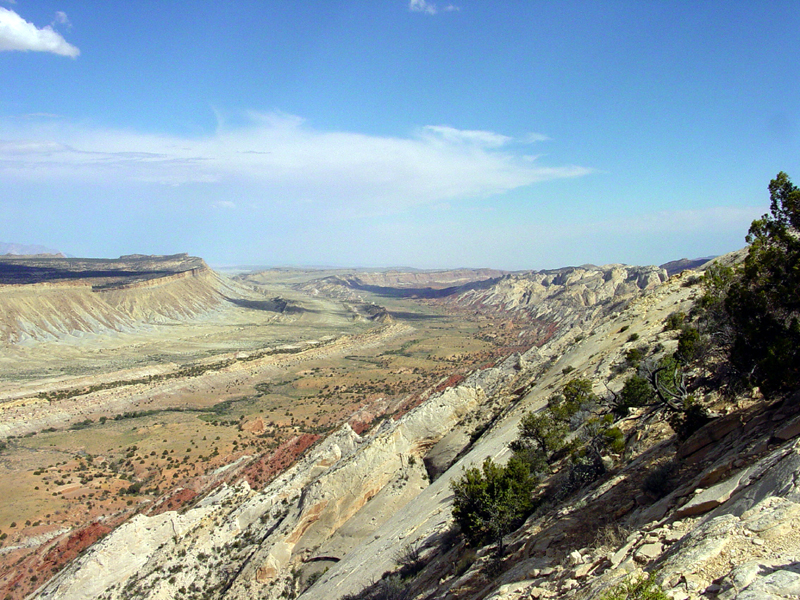
Le Waterpocket Fold.

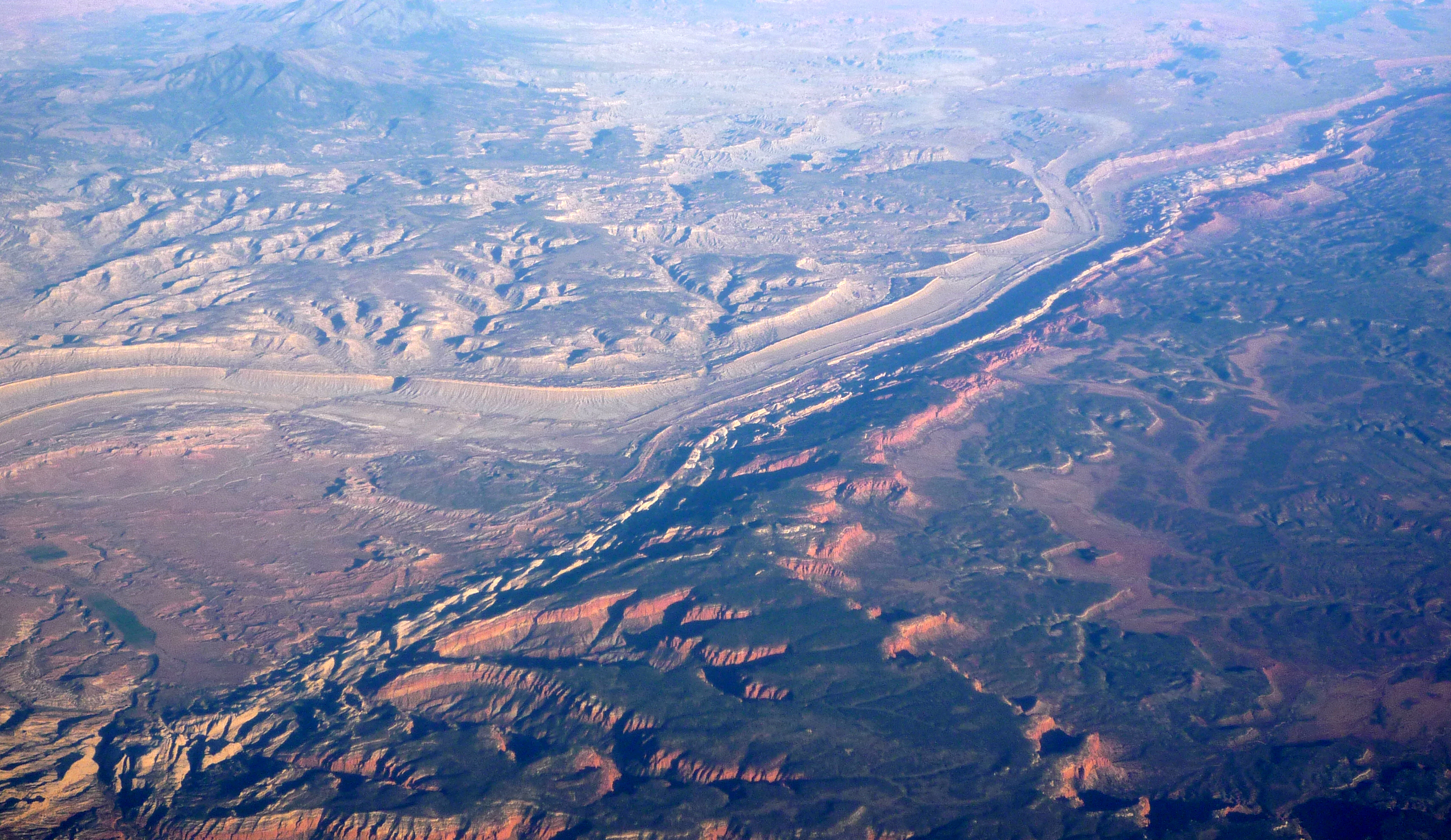
Vue aérienne du Waterpocket Fold

Le Waterpocket Fold est le nom d’une zone géologique qui s’étend à l’intérieur du parc national de Capitol Reef dans l’état américain de l’Utah.

## Description
Il s’agit d’un plissement géologique monoclinal de la croûte terrestre d’une longueur de près de 160 km. Il est situé dans une zone semi-désertique du centre de l'Utah à l'intérieur du parc national de Capitol Reef. Ce plissement apparaît il y a entre 70 et 50 millions d’années lors du soulèvement de toute la région durant l'orogenèse laramienne. Les roches issues des sédiments précédemment déposés sont mises à nu, déformées et en partie érodées au fil du temps.
La ville de Torrey est située à l’ouest de la zone.